# Ictinia
Ictinia is een geslacht van vogels uit de familie van de havikachtigen (Accipitridae). De wetenschappelijke naam van het geslacht is voor het eerst geldig gepubliceerd in 1816 door Louis Jean Pierre Vieillot. De volgende soorten zijn bij het geslacht ingedeeld:
- Ictinia mississippiensis – Mississippiwouw
- Ictinia plumbea – Donkergrijze wouw